# Giovanni Tacci Porcelli
Giovanni Tacci Porcelli (Mogliano, 12 november 1863 - Rome, 30 juni 1928) was een Italiaans geestelijke en kardinaal van de Rooms-Katholieke Kerk.
Tacci Porcelli, zoon van een hoogleraar, studeerde aan het seminarie van Tolentino en aan het Pauselijk Romeins Seminarie en de Pauselijke Ecclesiastische Academie. Hij promoveerde in de theologie zowel als in het canoniek recht. Hij werd op 18 september 1886 gewijd tot priester. Hij werkte vervolgens als pastoor tot hij werd verheven tot Kamerheer van Zijne Heiligheid en tot decaan van de Kerkelijke Academie, destijds voor adellijke geestelijken. Op 18 maart 1895 benoemde paus Leo XIII hem tot bisschop van Città della Pieve. Later werd Tacci Porcelli Apostolisch Delegaat voor Constantinopel. Op 10 maart 1905 werd hij titulair aartsbisschop van Nicaea en nuntius voor België en internuntius voor Nederland. Op 30 oktober 1918 benoemde paus Benedictus XV hem tot prefect van het Apostolisch Paleis.
Tijdens het consistorie van 13 juni 1921 werd hij opgenomen in het College van Kardinalen. De Basiliek van Santa Maria in Trastevere werd zijn titelkerk. Tacci Porcelli nam deel aan het Conclaaf van 1922 dat leidde tot de verkiezing van paus Pius XI. Deze benoemde hem tot secretaris van de Congregatie voor de Oosterse Kerken. Op 19 maart 1925 wijdde hij Angelo Roncalli, de latere paus Johannes XXIII, tot bisschop.
De kardinaal stierf op 64-jarige leeftijd en werd begraven op de begraafplaats van Verano.
- Gemeinsame Normdatei: 1278469125
- International Standard Name Identifier: 0000 0001 4085 7779
- Système universitaire de documentation: 155034804
- Virtual International Authority File: 193070455